# 전함소녀
《전함소녀》(중국어: 战舰少女)는 2014년에 출시된 비디오 게임이다.
2016년 1월 18일, 전함소녀R이 앱스토어에 정식 업로드되었다.